# NoCopyrightSounds
NoCopyrightSounds (également abrégé NCS) est un label discographique britannique de musique électronique qui publie des morceaux de musique électronique réutilisables sans redevances.

## Histoire
NoCopyrightSounds est fondé par Billy Woodford en août 2011 alors qu'il fait face à des problèmes liés aux droits d'auteurs en publiant des vidéos,.
Le label atteint le million de dollars américains de transactions financières en décembre 2017 malgré la publication de musique gratuite. Le manager du label Daniel J. Lee déclare « Semblable aux services avec un modèle freemium, NCS offre à la fois la possibilité de profiter de la musique gratuitement, mais permet en même temps aux fans de soutenir la musique à travers des services payants », affirmant que le label publie de la musique gratuitement et les vend également. Woodford, à propos de ce jalon déclare « Je suis immensément fier d'avoir atteint les 1 million de téléchargements payants, et je crois que cela montre la croissance et la force que NCS a bâties au fil des ans ». Il commente aussi que « la demande pour de la musique fraîche et originale de la part des créateurs est énorme et augmente chaque jour ».
Le label publie environ trois morceaux par semaine.
En 2024, NoCopyrightSounds s'est associé à Geometry Dash , rendant plus de 1 200 chansons de la chaîne utilisables dans le jeu, ainsi que douze chansons supplémentaires qui ont été ajoutées avec les niveaux events.

## Discographie
| Album                                   | Date de sortie |
| --------------------------------------- | -------------- |
| NCS: Infinity                           | 2015           |
| NCS: The Best of 2015                   | 2016           |
| NCS is Love, NCS is Life                | 2016           |
| NCS: The Best of 2016                   | 2017           |
| NCS: Colors                             | 2017           |
| NCS: The Best of 2017                   | 2017           |
| NCS: Alpha                              | 2018           |
| NCS: Reloaded                           | 2018           |
| NCS: 2019 ‘20 Million’ Mix              | 2019           |
| NCS: Elevate                            | 2019           |
| NCS: The Best of 2020                   | 2020           |
| NCS: 30 Million Subscriber Mix          | 2021           |
| NCS: 10 Billion Views Mix               | 2021           |
| The Best of NCS10                       | 2021           |
| NCS: 2022 Future Hits Mix (avec NIVIRO) | 2021           |
| NCS x Geometry Dash - The Album         | 2025           |

## Groupes et artistes
Cette liste est dynamique en ce qu'elle évolue régulièrement et ne sera peut-être jamais complète. Vous pouvez la compléter en citant des sources fiables.
- 3rd Prototype[7]
- Aero Chord[4]
- Anikdote[8]
- Arcando[9]
- Axol (également connu sous le nom de Killercats)[10]
- Beatcore[4]
- Besomorph[9]
- Max Brhon[11]
- Brooks[12]
- Cadmium[13]
- Caravn[14]
- Cartoon[12]
- Chenda[15]
- Clarx[16]
- Cøde[4]
- Syn Cole[12]
- Coopex[17]
- Culture Code[4]
- Curbi[18]
- Jo Cohen[12]
- Debris[4]
- Don Diablo[19]
- Diamond Eyes[20]
- Different Heaven[12]
- Disfigure[21]
- Diviners[22]
- DM Galaxy[21]
- Droptek[23]
- Eden  (anciennement The Eden Project)[24]
- Egzod[25]
- Electro-Light[26]
- Elektronomia[27]
- ElementD[4]
- Facading[28]
- Fareoh[29]
- Paul Flint[4]
- Floatinurboat[12]
- Futuristik[12]
- Glude[12]
- Halcyon[4]
- Todd Helder[30]
- Hoober[31]
- Robin Hustin[32]
- Itro[33]
- Izecold[12]
- Janji[34]
- JPB[12]
- K-391[12]
- Roy Knox[35]
- Koven[36]
- Last Heroes[37]
- Laszlo[38]
- Chris Linton[25]
- Lost Sky[39] (anciennement Tule[4])
- Myrne[12]
- Neffex[40]
- Neoni[9]
- Niviro[41]
- Olwik[42]
- Our Psych[43]
- Phantom Sage[12]
- Prismo[4]
- Razihel[12]
- RetroVision[4]
- Riell[17]
- Rival[44]
- Jordan Schor[4]
- Lennart Schroot[4]
- Alex Skrindo[45]
- Star Party (anciennement Ship Wrek)[46]
- Tetrix Bass[47]
- Tobu[12]
- Unknown Brain[4]
- VinDon[48]
- V O E[49]
- Alan Walker[50]
- Waysons[12]
- Whales (anciennement Sex Whales)[12]
- Y&V[51]
- Jim Yosef[4]
- Anna Yvette[4]